# Christophe Beauregard
Christophe Beauregard est un photographe français. Né le 9 janvier 1966 à Saintes, il vit et travaille à Paris. Son atelier est situé au Bateau-Lavoir à Montmartre.

## Biographie
Né en France en 1966, Christophe Beauregard vit et travaille à Paris. Titulaire d'un diplôme en Littérature, c'est après sa rencontre avec Sam Francis dans son atelier à Palo Alto en 1989 et un voyage d'un an en Écosse, pendant lequel il pratique assidûment le dessin et la peinture, qu'il décide de s'inscrire aux Beaux-Arts l'année suivante. Diplômé en 1992, il choisit de s'orienter vers la photographie et devient assistant de nombreux photographes people et de mode. Dès 1996, il réalise des portraits de célébrités pour la presse et la publicité. Et à partir de 2003, il développe un travail artistique. 
Le corps humain, social comme intime, est son sujet de prédilection. Fasciné par les symptômes de notre hédonisme contemporain et ses représentations, ses photographies montrent comment notre corps fait les frais de notre obsession de donner un sens à notre existence et comment nous désirons être uniques tout en nous conformant aux normes.
Cette approche particulière du portrait et sa mise en scène lui ont valu un certain nombre de collaborations prestigieuses, de Dior à Berluti, en passant par le Centre Pompidou-Metz ou le CentQuatreParis en France. Il a également été exposé à l'étranger : Schirn Kunsthalle Frankfurt – De, Alcatel Lucent – Us, Museo dell'Opera del Duomo de Prato, It. Il est représenté par Ségolène Brossette Galerie en France.
Christophe Beauregard a publié ses photographies dans Manuel d'Esthétique et Semantic Tramps (Filigranes Éditions), Europe Echelle 27 (Trans Photographic Press) et Sari (Christophe Daviet-Théry). Son travail est régulièrement publié dans des magazines tels que Le Monde, L'OEil, Libération, Les Inrocks et se trouve dans plusieurs collections privées et publiques.

## Quelques séries
Polaroids paysages bleu, 2019-2022: Durant le premier confinement dans son studio au Bateau-Lavoir, Christophe Beauregard, initialement contraint de créer des scènes mises en scène et inspirées de la littérature à l'aide de fleurs et d'objets, a étendu son travail à l'extérieur et expérimenté avec des Polaroids dans divers genres, introduisant un élément d'immediateté inaltérable et d'art accidental dans son exploration de la couleur, de la lumière et de la fiction avec l'assouplissement des restrictions.
Polaroids fleurs, 2019-2022: Christophe Beauregard, initiant un projet de natures mortes théâtrales et inspirées de la littérature intitulé "Short Stories" dans son studio du Bateau-Lavoir pendant le premier confinement, a naturellement étendu son travail à l'extérieur et s'est profondément immergé dans l'exploration des Polaroids, naviguant à travers les langages visuels variés du portrait, du paysage et de la nature morte, tout en explorant la couleur, la lumière, la figure et la fiction à travers un medium immédiat et inaltérable à la levée des restrictions.
Vianney D., 2020-2022: Christophe Beauregard explore l'identité non binaire et la dualité à travers sa dernière série centrée sur Vianney Desplantes, entrelaçant le portrait et la performance pour sonder les thèmes de l'ambivalence, du désir et de la totalité, allant au-delà du simple genre et du voyeurisme transgressif, et contemplant le désir à la fois comme un souhait d'encapsuler un soi unifié et sans limites et une aspiration à une inclusivité tout englobante.
Polaroids natures mortes, 2019-2022: Depuis 2019, Christophe Beauregard utilise un Polaroid SX70 pour explorer divers genres et sonder la couleur, la lumière, la figure et la fiction, lançant une série de photographies de natures mortes théâtrales inspirées de la littérature, appelées "Short Stories", au milieu du confinement dans son studio du Bateau-Lavoir, qui s'est naturellement transformée en décors extérieurs, racontant des histoires humaines potentielles à travers des scènes et paysages conçus lorsque les restrictions se sont assouplies.
Fleurs, 2020-2022: Lors du confinement à Paris en 2020, le portraitiste Christophe Beauregard a initié "Fleurs, 2020", capturant des fleurs dans son studio du Bateau-Lavoir comme des vignettes symboliques et non altérées de résilience et de vigueur, représentant ceux qui persistent malgré la privation et l'incertitude, et explorant la liberté à travers l'espace, la perspective, la lumière et la couleur au milieu du confinement.
Why not portraits?, 2019-2022: L'œuvre de Christophe Beauregard, faisant écho aux toiles du début du 20e siècle de Matisse, intègre des modèles sur des fonds imprimés pour disséquer la relation entre la figure et l'arrière-plan, enquêtant sur l'alignement ou le contraste entre le matériau des vêtements et l'arrière-plan, tout en déconstruisant de manière ludique le langage corporel et en explorant un dilemme post-moderne de recherche d'individualité dans les normes à travers des sujets qui incarnent subtilement un récit de recherche existentielle contemporaine.
Sari, 2018: La série "Sari" de Christophe Beauregard, réalisée en Corse en 2015, entrelace des images non distordues d'enfants profitant d'une liberté sans restriction au milieu du paysage naturel local avec un mélange de sous-entendus idylliques et potentiellement menaçants, capturant une innocence sincère et ensoleillée tout en faisant subtilement allusion à une menace latente et cachée, comme l'a observé la critique Dominique Baqué.
It’s getting dark, 2013: invités le temps d’une séance de pose, des anonymes se voilent le visage avec une étoffe de leur choix; symboles de l’aveuglement contemporain, la perte et le changement d’identité.
Devils in disguise, 2010: dans cette série ayant pour décor la forêt, les enfants déguisés sont saisis en pleine action dans une posture héroïque rappelant celle des super-héros populaires.
Semantic Tramps, 2008: en faisant appel à des comédiens, Christophe Beauregard met en scène une série questionnant la représentation de la misère dans les médias.
Technomades, 2008: Des gestes et des postures physiques dues à l'utilisation de nouveaux moyens de technologie nomades font dorénavant parties de notre expérience quotidienne. Largement diffusés et utilisés par la publicité, ces attitudes et objets high-tech représentés piègent notre imaginaire, jusqu’à créer de nouveaux codes, de nouveaux signes. Dans chaque ville citée, je fais poser des utilisateurs anonymes délestés de l’appareillage technologique trop voyant. 
Pinder, 1993: inspiré par le travail d'August Sander, le photographe réalise sa première série lors de son diplôme aux Beaux-Arts. On y retrouve de nombreux portraits d’artistes du cirque.

## Sélection de portraits
Laure Adler, Mathieu Amalric, John M. Armleder, Yann Arthus-Bertrand, Georg Baselitz, Booba, Pascal Bruckner, John Cale, Dee Dee Bridgewater, Virginie Despentes, Emmanuelle Devos, Nicolas Duvauchelle, Marie-Agnès Gillot, Michel Gondry, Dan Graham, Interpol, Aki Kaurismäki,  Fabrice Luchini, Annette Messager, Jean-Pierre Mocky, Moebius, Peter Mullan, Erwin Olaf, Orlan, Jean d'Ormesson, Jean-Michel Othoniel, Richard Price, Atiq Rahimi, Yasmina Reza, Ugo Rondinone, Edith Scob, Lhasa de Sela, Jorge Semprún, Michel Serrault, Ravi Shankar,  Simone Veil, Jacques Villeret, Lambert Wilson

## Expositions personnelles
- "Face à moi mon image", Ségolène Brossette Galerie, Paris, France, 2022
- "Trouble dans le portrait", Commisariat Paul Ardenne, Mairie 10e, Paris, France, 2022
- "Why Not Portraits?", Rencontres photographiques, Lorient, 2021
- "It's getting dark", Museo dell'Opera del Duomo & Galerie Die Mauer, Prato, Italie, 2020

- "Les Immémoriaux", Galerie Ségolène Brossette, Paris, 2019

- "Sari", Galerie Rue Antoine, Paris, 2018

- "Bricoler dans un mouchoir de poche", Centquatre, Paris, France, 2016

- "Trompe le monde", exposition personnelle, Galerie Briobox, Paris, France, 2011
- "BLING!", Galerie Fnac, Paris, France, 2010
- "Technomades", la Fondation Alcatel-Lucent, Naperville, Illinois, États-Unis, 2010
- "Las Vegas", Festival Voies Off Arles, France, 2009
- "Technomades", Atrium Alcatel-Lucent, Paris, France, 2009
- "Semantic tramps", L'été photographique de Lectoure, Lectoure, France, 2008

## Expositions collectives
- "La cabane dans l’ombre", Ségolène Rosette Galerie, Paris, France, 2023
- "Why Not Portraits", Les Photographiques, Le Mans, France, 2023
- "Fragilité en miroir", Semantic Tramps, Galerie Le CRI des Lumières, Lunéville, France, 2022
- "Work in Progress", Ségolène Brossette Galerie, Paris, France, 2019
- "Robots et légendes", Nuit Blanche, Mairie du 18e, Paris, France, 2019
- "L'Italie au Bateau-Lavoir, Espace d'exposition du Bateau-Lavoir, Paris, France, 2019
- "Gardien du monde", Ségolène Brossette Galerie, Les rencontres d'Arles, France, 2018
- "Super(WO)man", Maison des Arts, Chevilly-Larue, France, 2018
- "Unforgettable (You!)", NR Gallery, Londres, UK, 2017
- "Pentimento", Fondation Ortiz, Arles, France, 2017
- "It's getting dark", Nuit Blanche, Paris, France, 2016
- "Paparazzi ! Photographes, stars et artistes", Centre Pompidou-Metz, France, 2014
- "Paparazzi ! Photographes, stars et artistes", Schirn Kunsthalle Frankfurt, De, 2014
- "Par nature", Centquatre Paris, France, 2013
- "La nuit de l'année", RIP Arles, France, 2012
- "Transformation du paysage", La Nuit Blanche, Montréal, Ca, 2009
- "Las Vegas", Festival Voies Off Arles, France, 2009
- "Semantic Tramps", L'été photographique de Lectoure, France, 2008
- "EUROPE échelle 27", la Cité des Arts, Mois de la photo-Paris, France, 2008
- "L'exposition en tant qu'outil de diffusion", Salle Journiac, Université Paris 1 Panthéon-Sorbonne, Paris, France, 2004

## Publications
- "Les Immémoriaux", Ségolène Brossette Galerie, 2019
- "It’s Getting Dark", Christophe Beauregard, 2019

- "Sari", Christophe Daviet-Thery & Exposed, Texte Dominique Baqué, 2018

- "Ce n'est pas une maison mais mille", Drac & CD 93, Christophe Daviet-Thery, 2017

- "Chahut", la Nouvelle Galerie & Christophe Beauregard, 2015

- Semantic tramps, [13 photographies couleurs, texte d’Arlette Farge], Italie, Filigranes Éditions, septembre 2008
- EUROPE échelle 27, [150 photographies couleurs, textes Laura Serani et Michel Foucher], Italie, Signatures / Trans Photographic Press Paris, juin 2008

- Chirurgies, [portfolio de 13 photographies couleurs, tirage de 8 exemplaires], France, Alice Travel Cie, 2006

- Manuel d’esthétique, [16 photographies couleurs, textes Vladimir Mitz et Nicolas Thély], France, Filigranes Éditions, novembre 2005

## Résidences et prix
- Résidence de création, Centquatre, Paris, 2021
- Résidence artistique et culturelle, Lycée Hélène Boucher, DRAC Idf & Rectorat de Paris, France, 2017-2019
- Résidence CLEA, DRAC Idf & Conseil départemental 93, Villemomble, France, 2015-2017
- Résidence de création DRAC Idf, Écoles P. Budin, Paris, 2016
- The Beholders, résidence de création au Centre Pompidou-Metz, France, 2014
- Finaliste résidence BMW, Musée Nicéphore Niepce, France, 2014
- Résidence de création, Centquatre, Paris, 2011

## Sources et critiques
- Paul Ardenne, Trouble dans le portrait, 2022
- Why not portraits ?, Alex Gobin, Revue point contemporain, 2020
- Dominique Baqué, Tous les soirs du monde[1], catalogue Sari, 2018
- "Angoulême: ses photos font mouche jusqu’aux États-Unis", 22 juillet 2014, Charentelibre Tuider, Katherine. Interview avec Christophe Beauregard, 19 mai 2014, Paris, France.
- Guerrin Michel, "Le marché des images de paparazzi", catalogue Paparazzi! Photographes Stars et Artistes, Éditions Centre Pompidou-Metz / Flammarion, p. 68-69, janvier 2014
- Illouz Audrey, "Under Cover", catalogue Under Cover, GRK Gallery, p. 2-3, novembre 2014
- Tonda, Philippe. Interview avec Christophe Beauregard, "Devils in Disguise", 2010, Paris, France.
- Saint-Pierre François, "Inventer la présence", catalogue Inventer le présent, Les Abattoirs-Frac Midi-Pyrénées, p. 56-57, Printemps 2010
- Baqué Dominique, L'effroi du présent - Figurer la violence, Flammarion, p. 228-229, septembre 2009
- Farge Arlette, Semantic tramps, Filigranes éditions, p. 29-35, septembre 2008
- "Misère en Scène", Libération, 21 octobre 2007
- Lefort Gérard, "Misère en scène", Libération, août 2007
- Thély Nicolas, "Technique d'effacement", Manuel d'Esthétique Filigranes éditions, p. 50-51, novembre 2005
- "Nouvelle peau" , Libération, août 2005